# (27056) Ginoloria
(27056) Ginoloria est un astéroïde de la ceinture principale.

## Description
(27056) Ginoloria est un astéroïde de la ceinture principale. Il fut découvert le 26 septembre 1998 à Prescott (Arizona) par Paul G. Comba. Il présente une orbite caractérisée par un demi-grand axe de 3,05 UA, une excentricité de 0,14 et une inclinaison de 10,4° par rapport à l'écliptique.
Il est nommé d'après le mathématicien Gino Loria.

## Compléments